# Ільцен
Ільцен (нім. Uelzen, МФА: [ˈʏltsən] — Юльцен) — місто в Німеччині, розташоване в землі Нижня Саксонія. Адміністративний центр району Ільцен.
Площа — 135,84 км2. Населення становить 33 629 ос. (станом на 31 грудня 2021).

## Уродженці
- Карлгеорг Шустер (1886—1973) — німецький військово-морський діяч; адмірал, кавалер Німецького хреста в золоті.